# 2013 في كندا
فيما يلي قوائم الأحداث التي وقعت خلال عام 2013 في كندا.

## سياسة

### تعيين في المنصب
- 24 نوفمبر – كريستيا فريلاند عضو مجلس العموم الكندي.

## رياضة
- 9 يونيو – جائزة كندا الكبرى 2013 الفائز سباستيان فيتل.
- 13 سبتمبر – جائزة كيبيك الكبرى للدراجات 2013 الفائزون آرثر فيشوت، جريج فان أفرمت، روبرت جاسنك.
- 15 سبتمبر – جائزة مونتريال الكبرى للدراجات 2013 الفائزون رايدر هيسجيدال، سيمون بونزي، بيتر ساجان.

## أفلام
من الأفلام التي صدرت هذه السنة في كندا:
- 1 يناير – الهروب من كوكب الأرض من إخراج Cal Brunker [الإنجليزية]‏.
- 1 يناير – تي إس سبيفيت الصغير والخارق للعادة من إخراج جون بيير جونيه.
- 1 يناير – ماذا لو من إخراج Michael Dowse [الإنجليزية]‏.
- 17 يناير – ماما من إخراج أندريس موشيتي.
- 11 يونيو – عدو من إخراج دينيس فيلنوف.
- 16 يونيو – ماي ليتل بوني: إكويستريا غيرلس من إخراج Jayson Thiessen [الإنجليزية]‏.
- 9 سبتمبر – البائس
- 13 سبتمبر – غدار: الفصل الثاني من إخراج جيمس وان.

## برامج ومسلسلات وأنمي
- فرينج
- البورجياس
- السماوات المتساقطة
- دغراسي: الجيل التالي
- القتل

## موسيقى

### ألبومات
من الألبومات التي صدرت هذه السنة في كندا:
- 10 سبتمبر – أرض القبلة من غناء ذا ويكند.

## كتب
من الكتب التي صدرت هذه السنة في كندا:
- 23 أبريل – إعادة ولادة الزمن من تأليف لي سمولين.

## وفيات

### يناير
- 14 يناير – كونراد باين (مواليد 1923)

### مارس
- 23 مارس – جو ويدر (مواليد 1920)
- 27 مارس – إيفون بريل (مواليد 1924)

### يوليو
- 13 يوليو – كوري مونتيث (مواليد 1982)

### أغسطس
- 19 أغسطس – كينيث ستيفنز (مواليد 1981)

### سبتمبر
- 22 سبتمبر – ديفيد هوبل (مواليد 1926)

### أكتوبر
- 17 أكتوبر – رينيه سيمبسون (مواليد 1966) لاعبة كرة مضرب كندية.